# Sinogastromyzon tonkinensis
Sinogastromyzon tonkinensis is een straalvinnige vissensoort uit de familie van de steenkruipers (Balitoridae). De wetenschappelijke naam van de soort is voor het eerst geldig gepubliceerd in 1935 door Pellegrin & Chevey.